# Vlajka Těšínského knížectví

Vlajka Těšínského knížectví

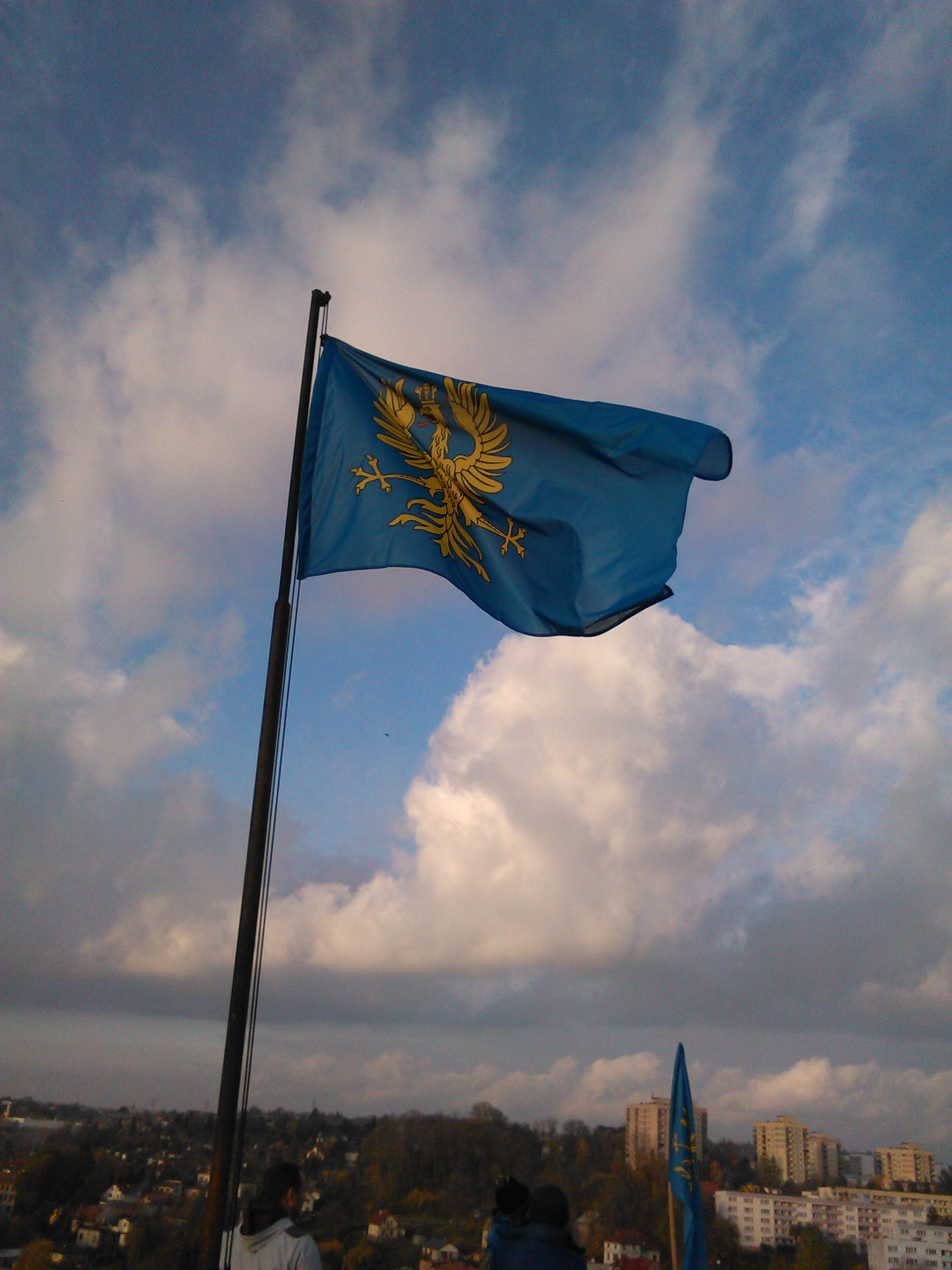
Vlajka Těšínského knížectví na Piastovské věži v Těšíně, rok 2017

Vlajka Těšínského knížectví vznikla v roce 2016 díky iniciativě regionálních nadšenců historie ve spolupráci s významným polským heraldikem a vexilologem Alfredem Znamierowskim. Vlajka navazuje na znak a historické prapory Těšínského knížectví. Novodobá vlajka je úctou k historii a tradici Těšínského knížectví, a zároveň součásti odlišné identity obyvatel Těšínska vzhledem k Dolnímu a Hornímu Slezsku.

## Historie
První zmínky o těšínské vlajce, respektive praporu, pochází z 14. století a jsou vázány na osobu knížete Přemysla I. Nošáka, který se od roku 1355 podílel na politickém chodu Českého království, a byl jedním z nejvýznamnějších politiků ve službách Karla IV. a Václava IV. Bohužel prapory z tohoto období se nedochovaly.

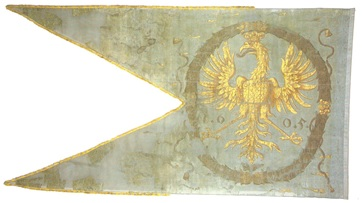
Historický prapor Těšínského knížectví z roku 1605

Nejstarší zachovalý prapor Těšínského knížectví byl zhotoven na rozkaz těšínského knížete Adama Václava roku 1605, hned potom co byl jmenován velitelem slezského vojska. Dochovaný ve sbírkách Muzeum Śląska Cieszyńskiego (Muzea Těšínského Slezska). Prapor má rozměry 160×240 cm a byl vyhotoven z modrého saténu. V čelní části se nachází zlatá orlice Těšínského knížectví, zatím co volná část je zakončena dvěma ostrými jazyky. Knížecí prapory se zlatou korunovanou orlici v modrém poli se používaly až do smrti poslední Piastovny, Alžběty Lukrécie Těšínské. Od roku 1742 byla oficiální vlajkou Těšínska vlajka Rakouského Slezska, kterého součásti se stalo i Těšínsko.

## Barvy vlajky
Barvy navazují přímo na dochované ikonografické prameny rodového erbu těšínských knížat a praporu Těšínského knížectví ze 17. století. Od konce 13. století znakem těšínských knížat byla zlatá orlice v modrém poli, otočená doleva. Od 15. století orlice byla korunována, i když korunovaná orlice se objevovala už ve 14. století na zámecké dlažbě z dob Přemysla I Nošáka. Některé zahraniční prameny např. švédský „Codex Bergshammar” z let 1430–1436 znázorňuje těšínskou orlici s červeným zobákem, jazykem a drápy. Pozdější prameny jako např. Slezský Erbovník z let 1577–1578 znázorňuje zlatou orlici s pouze červeným jazykem. Toto vyobrazení a barvy potvrzuje také Siebmacherův Erbovník a pozdější popis v díle Spenera. K těmto barvám navazuje také současná vlajka Těšínského knížectví.

## Orlice Těšínského knížectví
V Těšínském knížectví se korunovaná orlice objevovala nepřetržitě od 15. století na knížecích pečetích, mincích a praporech, až do smrti kněžny Alžběty Lukrécie Těšínské v roce 1653. Díky dobrým politickým vztahům se dvorem posledních Jagellonců, se vzhled těšínské orlice podobal korunní orlici Polského království. Jediným rozdílem byla forma samotné koruny. V té době polská orlice měla renesančně-barokní uvařenou korunu, zatímco ve znaku těšínských knížat se nacházela do samého konce středověké, otevřená koruna. V evropské heraldice korunovaná orlice je státní orlicí a znamená autonomii. Orlice na novodobé vlajce Těšínského knížectví je vzorována na verzi z 16. století.